# John C. Sanford
John C. Sanford (1950) è un genetista statunitense, tra i maggiori esperti mondiali di ingegneria genetica, inventore della biolistica, un dispositivo che permette di inserire DNA estraneo in una cellula.

## Biografia

### Carriera accademica
Sanford si è laureato nel 1976 presso l'Università del Minnesota, con una laurea in orticoltura. Ha proseguito i suoi studi alla University of Wisconsin-Madison, dove ha conseguito un MSc nel 1978 e un PhD nel 1980 in Genetica Vegetale. Tra il 1980 e il 1986 Sanford è stato assistente professore di Horticultural Sciences presso la Cornell University, dal 1986 al 1998 è stato professore associato di Horticultural Science. È stato professore onorario associato di Botanica presso la Duke University. Sanford ha pubblicato oltre 70 pubblicazioni scientifiche.

### Invenzioni
Sanford è un inventore con più di 32 brevetti rilasciati. Alla Cornell Sanford e i suoi colleghi hanno sviluppato il "Biolistic Particle Delivery System", il cosiddetto "gene gun". Sanford è il co-inventore della tecnica della resistenza derivata da patogeni (pathogen derived resistance) , utilizzata per creare piante transgeniche resistenti a virus e il co-inventore del processo di immunizzazione genetica . È stato insignito del "Distinguished Inventor Award" dalla Central New York Patent Law Association nel 1990 e nel 1995. Ha fondato due aziende biotecnologiche, la Sanford Scientific e Biolistics.

### Critiche al neodarwinismo
Sanford e i suoi colleghi hanno sviluppato il programma Mendel's Accountant, "un programma di simulazione biologicamente realistico per lo studio dei processi di mutazione e selezione in popolazioni diploidi che si riproducono sessualmente". Sulla base di questa ricerca, Sanford sostiene che l'accumulo di mutazioni genetiche conduce al deterioramento del genoma, che pertanto non può essersi evoluto attraverso un processo di mutazione e selezione come previsto dal neodarwinismo.

### Il Disegno Intelligente e il creazionismo
Divenuto un sostenitore del Disegno Intelligente, Sanford ha testimoniato nel 2005 nelle Kansas evolution hearings a favore del creazionismo scientifico. Durante le udienze ha negato il principio della discendenza comune e affermato "che siamo stati creati da una creazione speciale".
William Dembski cita i risultati di Sanford come prova del carattere scientifico del Disegno Intelligente, dal momento che Sanford è uno specialista nell'ingegneria genetica e un professore associato di orticoltura.